# スペースX CRS-12
SpX-12としても知られるスペースX CRS-12は、2017年8月14日に打ち上げられた国際宇宙ステーションへの商業補給サービスミッション。このミッションで、NASAの商業補給サービス計画の一環として、NASAとの契約に基づきスペースXが新しいドラゴン2カプセルを使用した。ファルコン9ロケットの再利用可能な第1段は、ケープカナベラル宇宙軍基地のLZ-1に制御された着陸を行った。2,900キログラム (6,400 lb)以上の貨物を輸送したあとで、ドラゴン宇宙船は2017年9月17日に地球に帰還した。

## ミッションの概要

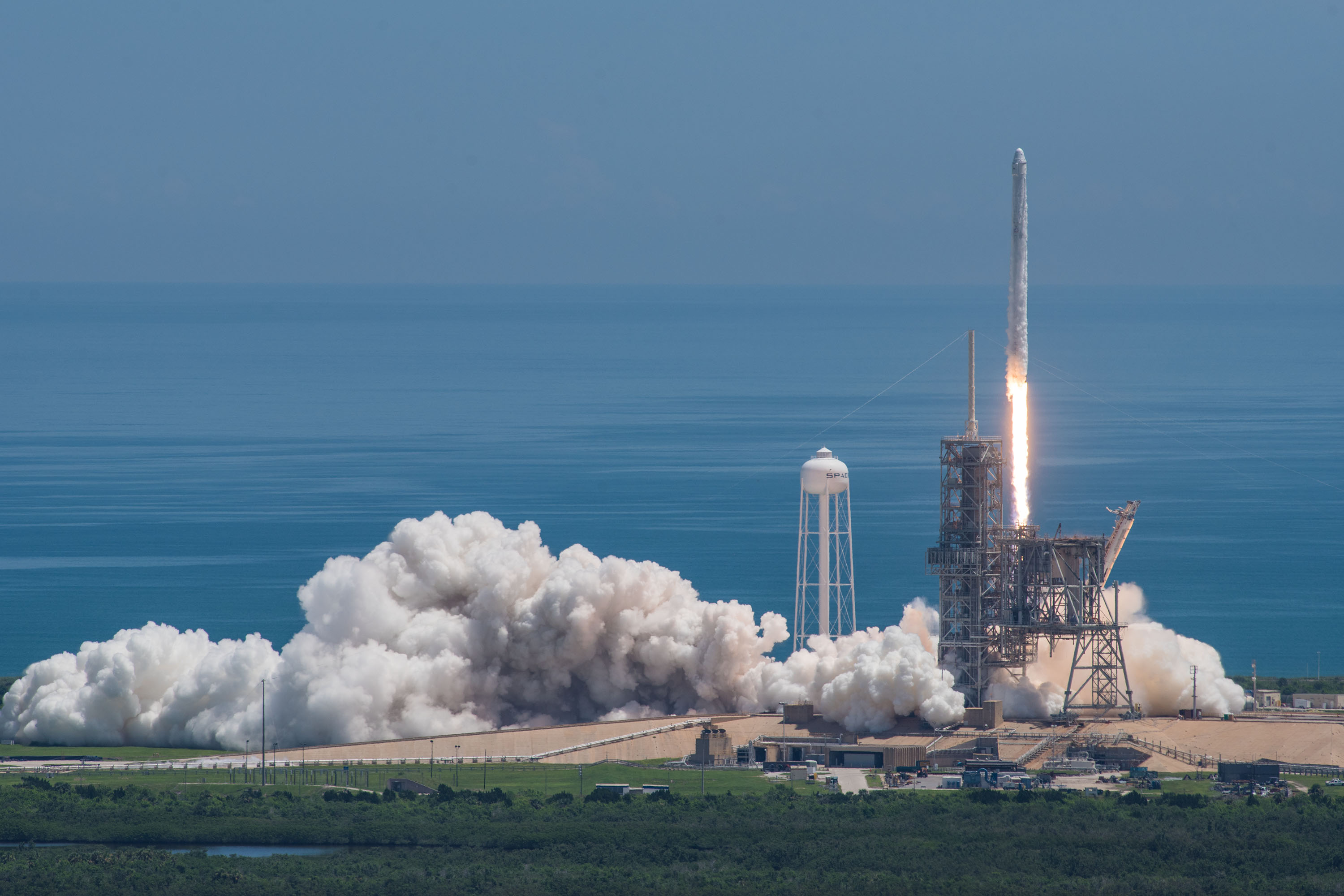
CRS-12ミッションの打ち上げ

CRS-12は、国際宇宙ステーションへの補給を目的とした商業補給サービス契約に基づきスペースXが受注した最初の12ミッションのうちの最終ミッションである。当初は2016年12月の飛行が予定されていたが、数度にわたって遅延し2017年8月となった。
打ち上げはケネディ宇宙センター第39発射施設パッドAで2017年8月14日 16:31:37 UTCに実施された。2017年8月165日にステーションとランデヴーしたのちに、ステーションのカナダアーム2によって10:52 UTCに捕捉された。その後、13:07 UTCにハーモニー・モジュール係留された。
ISSに1月ほど留まったのちに、CRS-12のドラゴンカプセルは2017年9月16日の遅い時間に係留を解かれ、2017年9月17日 08:40 UTCにカナダアーム2によってリリースされた。ISS近傍から遠ざかるための分離噴射を実施したあとで、ドラゴンは大気圏再突入のための軌道離脱噴射を行った。宇宙船は14:14 UTCに無事に太平洋に着水し、約1,700キログラム (3,800 lb)の実験結果および機材を地球に帰還させた。

## 主要貨物
NASAはスペースXとCRS-12ミッションの契約を結んでおり、これに従って主要貨物、打ち上げ日時、ドラゴン宇宙カプセルの軌道パラメーターを決定した。CRS-12は総計2,910キログラム (6,420 lb)の貨物を国際宇宙ステーションへ輸送した。これはステーション向けに梱包された与圧貨物1,652 kg (3,642 lb)と、宇宙線エネルギーおよび質量実験機器を含むステーション外部での実験用の非与圧貨物1,258 kg (2,773 lb)からなっていた。
ISSへの貨物の詳細は以下の通り：
- 科学研究：916 kg (2,019 lb)
- 乗組員補給物資：220 kg (490 lb)
- 宇宙船ハードウェア：339 kg (747 lb)
- 船外活動装備：30 kg (66 lb)
- コンピューター資材：53 kg (117 lb)
- 外部貨物
  - 宇宙線エネルギーおよび質量実験（CREAM）：1,258 kg (2,773 lb)

## ギャラリー
SpaceX CRS-12
- CRS-12の打ち上げ
- CRS-12とともに上昇するファルコン9
- ISSにドッキング中のドラゴン